# Próg wyborczy
Próg wyborczy, zwany również klauzulą zaporową – minimalny procent poparcia wyborców uprawniający komitet wyborczy do uczestniczenia w rozdziale mandatów.
Występuje on w proporcjonalnych systemach wyborczych.

## Sytuacja w Polsce
W Polsce próg wyborczy został wprowadzony w 1993 w wyborach do Sejmu, od 1998 r. także w wyborach samorządowych.
Jednym z najważniejszych celów wprowadzenia progu wyborczego do ordynacji wyborczej było uniemożliwienie uzyskania mandatów przez ugrupowania marginalne, a co za tym idzie zapobieżenie rozdrobnieniu politycznemu w parlamencie. W wyborach w 1991 do Sejmu weszli kandydaci 29 ugrupowań (przy czym 11 spośród nich uzyskało po 1 mandacie).
Obecnie w Polsce w wyborach do Sejmu stosuje się (w skali kraju) próg 5% głosów dla partii i dla komitetów wyborczych wyborców oraz 8% dla koalicji partii. W wyborach samorządowych w 1998 i 2002 próg wynosił 5% głosów (w skali danej rady); dotyczy to wyborów do sejmików województw, rad powiatów i rad miejskich w miastach na prawach powiatów. W wyborach do Sejmu z progu wyborczego zwolnione są komitety wyborcze wyborców mniejszości narodowych i etnicznych (w wyborach do Sejmu w latach 1993–2019 była to Mniejszość Niemiecka). W związku z tym te komitety nie muszą go przekraczać, by móc znaleźć się w Sejmie.
W związku z dokonaniem zmian w prawie wyborczym ordynacje wyborcze zostały zastąpione w 2011 roku Kodeksem wyborczym.
Po raz pierwszy w wyborach do samorządu terytorialnego radni gmin zostali wybrani w jednomandatowych okręgach wyborczych z wyjątkiem miast na prawach powiatu, gdzie radni zostali obsadzeni zgodnie z zasadą proporcjonalności.

## Wysokość progów wyborczych w wyborach parlamentarnych w poszczególnych państwach
| Państwo              | Wysokość progu wyborczego |
| -------------------- | --- |
| Albania              | 2,5%, dla koalicji: 4% |
| Argentyna            | 3% |
| Armenia              | 5%, dla koalicji: 7% |
| Austria              | 4% |
| Belgia               | 5% (nie obowiązuje w Brukseli, Brabancji Flamandzkiej oraz Brabancji Walońskiej – decyzja Sądu Konstytucyjnego)                            |
| Bośnia i Hercegowina | 3% |
| Bułgaria             | 4%, dla koalicji: 8% |
| Chorwacja            | 5% |
| Cypr                 | 1,8% |
| Czarnogóra           | 3% |
| Czechy               | 5%, koalicja dwupartyjna: 10%, koalicja trójpartyjna: 15%, koalicja czteropartyjna i większa: 20%                                          |
| Dania                | 2% |
| Estonia              | 5% |
| Grecja               | 3% |
| Gruzja               | 5% |
| Hiszpania            | 3% |
| Islandia             | 5% |
| Izrael               | 2% |
| Kazachstan           | 7% |
| Kolumbia             | 2% |
| Liechtenstein        | 8% |
| Litwa                | 3%, dla koalicji: 5% |
| Łotwa                | 5% |
| Mołdawia             | 5%, dla kandydatów niezależnych: 3% |
| Niemcy               | 5% (nie obowiązuje, jeśli przynajmniej 3 przedstawicieli danej partii dostanie się do Bundestagu poprzez bezpośredni wybór w swoim okręgu) |
| Norwegia             | 4% |
| Polska               | 5%, dla koalicji: 8% (nie obowiązuje, jeżeli dana partia reprezentuje mniejszość narodową)                                                 |
| Rosja                | 5%, do 2013 roku: 7% |
| Rumunia              | 5%, dla koalicji: 8% |
| San Marino           | 3,5% |
| Serbia               | 5% |
| Słowacja             | 5% |
| Słowenia             | 4% |
| Szwecja              | 4% (nie obowiązuje, jeśli partia zdobędzie w przynajmniej jednym okręgu 12 lub więcej procent głosów)                                      |
| Turcja               | 10% |
| Ukraina              | 5% |
| Węgry                | 5% |
| Włochy               | 4%, dla koalicji: 10% |